# Condé Nast
Condé Nast är ett amerikanskt förlag som ger ut ett stort antal magasin över hela världen. Bolaget grundades 1907 i New York av Condé Montrose Nast, en amerikansk entreprenör. Nast övertog 1909 rättigheterna till en mindre lokalt utgiven tidning som hette Vogue när grundaren avled och lyckades öka upplagan rejält. Idag[när?] är Vogue en av världens mest ansedda modemagasin.
Företaget Conde Nast anses ha revolutionerat förlagsvärlden med sin metod att utveckla ett stort antal specialinriktade magasin. Bland de tidningar som idag ges ut ingår bland annat: 
- Vogue 1892
- Vanity Fair 1913
- The New Yorker 1925
- GQ 1931
- Wired 1993
- Condé Nast Traveler

samt specialpublikationer om  golf, näringsliv, bröllop, inredning, matlagning och mycket annat.